# Modicon
Modicon est une entreprise américaine de conception d'automatismes créée en 1968 et absorbée en 1996 par Schneider Electric. 
Son siège historique est à North Andover, dans l'État du Massachusetts.
Modicon est l'acronyme de MOdular DIgital CONtroller

## Historique

### 1968
En 1968, pour répondre à un appel d'offres de GM, Bedford Associates (entreprise basée à Bedford, Massachusetts) proposa ce qui allait devenir le premier automate programmable au monde. Cet automate, ou programmable logic controller (PLC), fut désigné 084, car il s'agissait du 84e projet de Bedford Associates. L'entreprise Modicon fut créée pour développer, fabriquer, vendre et maintenir ce nouveau produit. L'un des acteurs du projet fut Dick Morley, considéré par beaucoup comme le « père » du PLC.

### 1973
Une version améliorée du 084 est introduit sous la référence 184. Le nombre d'employés de Modicon passe de 80 à 170, et le montant des ventes atteint 5 millions de dollars.

### 1975
Modicon introduit le 284, le premier PLC à base de microprocesseur, et le 384, le premier PLC embarquant des algorithmes destinés à la gestion des process industriels continus.

### 1977
La marque Modicon est vendue à Gould Electronics.

### 1979
Apparition du protocole de communication Modbus, le premier réseau industriel de communication, permettant aux utilisateurs d'interfacer automates et ordinateurs, via une liaison maître-esclave. La fiabilité de Modbus en a fait depuis un standard industriel.

### 1989
La marque Modicon est vendue à AEG.

### 1994
Lancement de la gamme Modicon Quantum.
Création de la coentreprise AEG Schneider Automation, propriétaire de la marque Modicon, mais aussi des marques Square D, April et Télémécanique.

### 1996
Schneider Electric prend totalement le contrôle d'AEG Schneider Automation.